# Aubigny Communal Cemetery Extension
Le Aubigny Communal Cemetery Extension est un cimetière de la Première Guerre mondiale situé à Aubigny-en-Artois dans le département français du Pas-de-Calais. Le cimetière est entretenu par la Commonwealth War Graves Commission. 

## Victimes
| Pays             | Victimes |
| ---------------- | -------- |
| Royaume-Uni      | 2 050    |
| Canada           | 665      |
| Australie        | 4        |
| Nouvelle-Zélande | 2        |
| Afrique du Sud   | 50       |
| France           | 225      |
| Allemagne        | 64       |
| Total            | 3 060    |